# 13686 Kongozan
13686 Kongozan è un asteroide della fascia principale. Scoperto nel 1997, presenta un'orbita caratterizzata da un semiasse maggiore pari a 3,1105434 UA e da un'eccentricità di 0,1841220, inclinata di 1,24817° rispetto all'eclittica.